# Dongseo-dong
Dongseo-dong (koreanska: 동서동) är en stadsdel  i kommunen Sacheon i provinsen Södra Gyeongsang i den södra delen av Sydkorea, 310 km söder om huvudstaden Seoul. 
Området var tidigare en del av staden Samcheonpo. År 1995 slogs Samcheonpo samman med landskommunen Sacheon-gun och bildade den nuvarande kommunen.